# Libro degli Han posteriori
Il Libro degli Han Posteriori (後漢書T, 后汉书S, Hòu HànshūP) è una delle opere della storiografia cinese ufficiale, scritto da Fan Ye nel V secolo, utilizzando come fonti storiografie e documenti precedenti. Copre il periodo storico della dinastia Han Orientale dal 25 al 220 d.C.

## Descrizione
L'opera fa parte delle prime quattro storiografie comprese nel canone cosiddetto delle Ventiquattro Storie, insieme alle Shiji, al Libro degli Han e alle Cronache dei Tre Regni. Fan Ye utilizzò numerose fonti storiche precedenti, oltre ai testi di Sima Qian e Ban Gu, la maggior parte delle quali sono andate perdute.
Le Cronache delle regioni occidentali erano basate sui rapporti del generale Ban Yong all'imperatore nel 125, e comprendevano probabilmente appunti del generale Ban Chao, padre di Ban Yong. Costituiscono l'88° volume del Libro degli Han posteriori.